# Sereine Mauborgne
Sereine Mauborgne (ur. 3 maja 1972 w Le Mans) – francuska polityk reprezentująca partię La République En Marche! W wyborach parlamentarnych w czerwcu 2017 r. została wybrana do francuskiego Zgromadzenia Narodowego, w którym reprezentuje departament Var.